# 罗田镇 (峡江县)
罗田镇，是中华人民共和国江西省吉安市峡江县下辖的一个乡镇级行政单位。

## 行政区划
罗田镇下辖以下地区：
罗田村、官洲村、峡里村、神林村、安山村、东梅村、沙坊村、江口村、新江村、桂林村和店前村。